# 対馬市立厳原小学校
対馬市立厳原小学校（つしましりつ いづはらしょうがっこう, Tsushima City Izuhara Elementary School）は長崎県対馬市厳原町天道茂にある公立小学校。略称は「厳小」（げんしょう）。

## 概要
歴史
1874年（明治7年）に開校した「第五大学区第四中学区厳原小学校」を前身とする。2009年（平成21年）に創立135周年を迎えた。
校歌
作詞は宗武志、作曲は西本祥子による。歌詞は2番まであり、両番とも校名の「厳原小学校」で終わる。
校区
住所表記で対馬市厳原町の後に「阿須、桟原、宮谷、日吉、天道茂、中村、田渕、今屋敷、大手橋、国分、久田道、久田道西里」が続く地域。中学校区は対馬市立厳原中学校。

## 沿革
開校前
- 貞享年間 - 府中宮谷（現・小学橋北）に小学校を設立。
- 慶応年間 - 長寿院に移転。厳原藩学校を設立。
- 1871年（明治4年）- 廃藩置県により、厳原藩学校を厳原県学校に改称。
- 1873年（明治6年）
  - 2月 - 厳原県学校を廃止。
  - 5月 - 厳原義塾を設立。

開校後
- 1874年（明治7年）6月1日 - 厳原義塾を廃止し、日吉に「第五大学区長崎県管内第四中学区厳原小学校」を開校。
- 1875年（明治8年）- 久田道、国分、大手橋、金石、田渕、中村、天道茂、桟原に分校を設置。
- 1876年（明治9年）1月 - 女児のみを授業する厳原女学校が厳原小学校から分離。
- 1880年（明治13年）- 長崎県厳原中学校（旧制）が日吉に開校。
- 1881年（明治14年）- 厳原女学校を厳原女児学校と改称。
- 1882年（明治15年）1月 - 厳原女児学校を厳原女児小学校と改称。
- 1883年（明治16年）10月 - 厳原小学校と厳原女児小学校を統合。
- 1884年（明治17年）
  - 1月 - 「公立中等厳原小学校」に改称。
  - 3月 - 長崎県厳原中学校（旧制）が廃止され、長崎県長崎中学校に統合される。
- 1885年（明治18年）
  - この年 - 「公立上等厳原小学校」に改称。
  - 11月 - 高等科を併置。児童36名が高等科に入学。
- 1886年（明治19年）9月1日
  - 同年5月に出された勅令第14号小学校令の公布により、公立上等厳原小学校から「尋常厳原小学校」を分離。
  - 公立上等厳原小学校を「長崎県第二十番高等小学校」とする。
- 1887年（明治20年）11月 - 対馬島民の募金により、第二十番高等小学校の新築校舎が完成。
- 1888年（明治21年）
  - 9月24日 - 第二十番高等小学校の寄宿舎を設置。
  - 10月17日 - 第二十番高等小学校父兄会を初めて開催。
- 1890年（明治23年）6月13日 - 有栖川宮熾仁親王が来校。
- 1891年（明治24年）1月28日 - 教育勅語を下附。
- 1893年（明治26年）
  - 4月1日 - 第二十高等小学校を廃止し、厳原高等小学校を設置。厳原尋常小学校・厳原高等小学校から女子部を分離。
  - 4月5日 - 高等小学校の修業年限を4年とする。
  - 4月10日 - 私立金城黌[2]教員の宮井虎三郎に高等小学校の英語教授を委託。
- 1896年（明治29年）5月4日 - 高等小学校、初めて本土への修学旅行を実施。竹敷要港部第三震天号に乗船し、長崎市・佐世保市へ向かう。8日間の旅。
- 1897年（明治30年）6月26日 - 臨時水産講習所を併置。
- 1899年（明治32年）12月27日 - 長崎県有志教育会対馬部事務所を設置。初めて長崎県教育会との連携を図る。
- 1892年（明治35年）4月1日 - 高等小学校の経費を厳原町で負担するようになる。
- 1894年（明治37年）4月6日 - 高等小学校に師範学校丙種講習科を開設。
- 1898年（明治41年）4月 - 尋常小学校を厳原町中村633番地（現:対馬南警察署敷地）に移転。
- 1899年（明治42年）4月1日 - 小学校令の改正に伴い、尋常小学校の修業年限が6年、高等小学校の修業年限が2年となる。
- 1913年（大正2年）
  - この年 - 女児部を厳原女児尋常高等小学校とする。
  - 9月25日 - 厳原高等小学校を廃止。尋常小学校に高等科を併置し、「厳原尋常高等小学校」と改称。
- 1915年（大正4年）4月13日 - 小浦尋常小学校を廃止し、厳原尋常高等小学校小浦分教場とする。
- 1917年（大正6年）9月1日 - 小浦分教場が小浦尋常高等小学校として独立。
- 1920年（大正9年）7月20日 - 対馬島庁告示第9号により、以下の小学校の改称を行う。
  - （旧）厳原尋常高等小学校 ---（新）「厳原第一尋常高等小学校」（男児校）
  - （旧）厳原女児尋常高等小学校 --- （新）「厳原第二尋常高等小学校」（女児校）
  - （旧）小浦尋常高等小学校 --- （新）「厳原第二尋常高等小学校小浦分教場」
- 1925年（大正14年）4月1日 - 厳原第一尋常高等小学校と厳原第二尋常高等小学校を統合し、「厳原尋常高等小学校」とする。
- 1926年（大正15年）4月1日 - 厳原町中村606（現:JA対馬厳原支店周辺）に東校舎が完成し、東西2校舎に児童を収容。
- 1941年（昭和16年）4月1日 - 国民学校令により、「厳原国民学校」に改称。
- 1943年（昭和18年）4月 - 小浦分教場を廃止。
- 1947年（昭和22年）4月1日 - 学制改革（六・三制の実施）
  - 旧・国民学校の初等科が改組され、「厳原町立厳原小学校」となる。
  - 旧・国民学校の高等科が改組され、厳原町立厳原中学校（新制中学校）となり、当初小学校に併設。
- 1950年（昭和25年）5月31日 - 西校舎に長崎県立対馬高等学校定時制厳原分校が併置される。
- 1951年（昭和26年）4月1日 - 定時制厳原分校が定時制中心校と改称し、厳原小学校仮校舎から対馬高等学校内に移転。
- 1948年（昭和23年）10月 - 初めて学校事務官を配置。
- 1949年（昭和24年）4月1日 - 小浦分校を設置。第2学年までの児童を教育。それ以上は厳原小学校本校へ通学。
- 1959年（昭和34年）- 理科標本天然記念物キタタキを厳原郷土館に保管を委託。
- 1960年（昭和35年）6月 - RKB毎日放送平田潔により、テレビ1台が寄付される。
- 1962年（昭和37年）2月26日 - 新校舎敷地を天道茂446番地薬研坂（現在地）に決定し、自衛隊作業班が整地を開始。
- 1963年（昭和38年）
  - 1月8日 - 校歌を制定。
  - 7月26日 - 薬研坂に2階建て校舎が完成。
  - 9月1日 - 第6学年2学級と第1学年4学級を新校舎に収容し、授業を開始。
  - 9月14日 - ミルク給食を開始。
- 1965年（昭和40年）5月4日 - 新校舎建設がすすみ、全児童を新校舎に収容。移転完了。
- 1966年（昭和41年）
  - 6月1日 - 全校舎が完成。
  - 7月1日 - 厳原小学校敷地内に厳原町学校給食共同調理場が完成。
  - 7月6日 - 完全給食を実施。
- 1968年（昭和43年）11月1日 - 学校電話を設置。
- 1970年（昭和45年）12月7日 - 体育館が完成。
- 1971年（昭和46年）4月30日 - 交通安全教育のため、北運動場に交通公園を設置。
- 1972年（昭和47年）3月 - 運動場を拡張。
- 1981年（昭和57年）4月1日 - 小浦分校が分離・独立し、厳原町立北小学校が開校。
- 2004年（平成16年）3月1日 - 市町村合併に伴い、「対馬市立厳原小学校」（現校名）に改称。
- 2022年（令和4年）8月9日 - MISIAが来校（24時間テレビのため）。

## 著名な出身者
- 宗武志 - 校歌の作詞者。
- MISIA - 歌手。

## アクセス
最寄りの港
- 「厳原港」 - 九州郵船が壱岐市郷ノ浦港・芦辺漁港、福岡市博多港との間にフェリー・ジェットフォイルを運航している。

最寄りのバス停
- 対馬交通 「厳原」バス停

最寄りの国道・県道
- 国道382号

## 周辺
学校・文化施設
- 対馬市立厳原中学校
- 長崎県立対馬高等学校

官公署
- 対馬振興局（旧対馬支庁、対馬地方局）
- 対馬南警察署
- 長崎地方検察庁対馬支局
- 長崎地方裁判所対馬支部
- ハローワーク対馬

金融機関・郵便局
- JA対馬本店・厳原支店

病院
- 吉田内科医院

寺社
- 大歳神社
- 長寿院
- 宝泉寺
- 天澤寺
- 醴泉寺